# Mshewa
Mshewa ist ein Verwaltungsbezirk (Ward) des Distrikts Same in der tansanischen Region Kilimandscharo.

## Geografie
Mshewa liegt im Nordosten von Tansania am östlichen Abhang des Südlichen Pare-Gebirges. Der Osten liegt in rund 700 Meter Seehöhe, nach Westen steigt das Gebirge auf bis zu 1900 Meter an. Die Regionshauptstadt Moshi liegt rund 110 Kilometer Luftlinie im Nordwesten, die Grenze zu Kenia ist etwa 30 Kilometer entfernt.
Der Bezirk grenzt im Nordosten an Kisiwani, im Südosten an Msindo, im Südwesten an Vudee, im Westen an Mhezi und im Nordwesten an Vumari. Bei der Volkszählung 2022 lebten 5471 Menschen in 1407 Haushalten auf einer Fläche von 34,8 Quadratkilometern.

## Gliederung
Der Bezirk besteht aus fünf Gemeinden (Mtaa) mit 26 Orten (Kitongoji):
| Kwizu - Kibengele - Kireti - Cheshere Ibangu - Mando Dule - Ngagheni Kindi | Marindi - Champishi - Kwamchu - Kisanzuni - Kitala - Nzighana - Kisimeni | Mshewa - Mheo - Mvongweni - Ntambwe - Kitonghoi - Mwerera - Kitubwe | Manka - Kitubwe - Manka Kitala - Chenje - Nduru Juu - Nduru Chini - Chago | Goma - Goma - Kwanadenge - Kaponde |

## Wirtschaft und Infrastruktur
- Bildung: Im Bezirk gibt es zwei weiterführende Schulen, die beide Jugendliche bis zur 4. Stufe ausbilden. Die Kwizu Secondary School ist eine staatliche Schule,[8] die Manka Secondary School wird von der evangelischen Kirche geführt.[9][10]
- Gesundheit: Von den drei Apotheken des Bezirks sind zwei staatlich, beide liegen in der Gemeinde Kwizu.[11][12] Eine private Apotheke gibt es in Manka.[13]

## Weitere Bilder

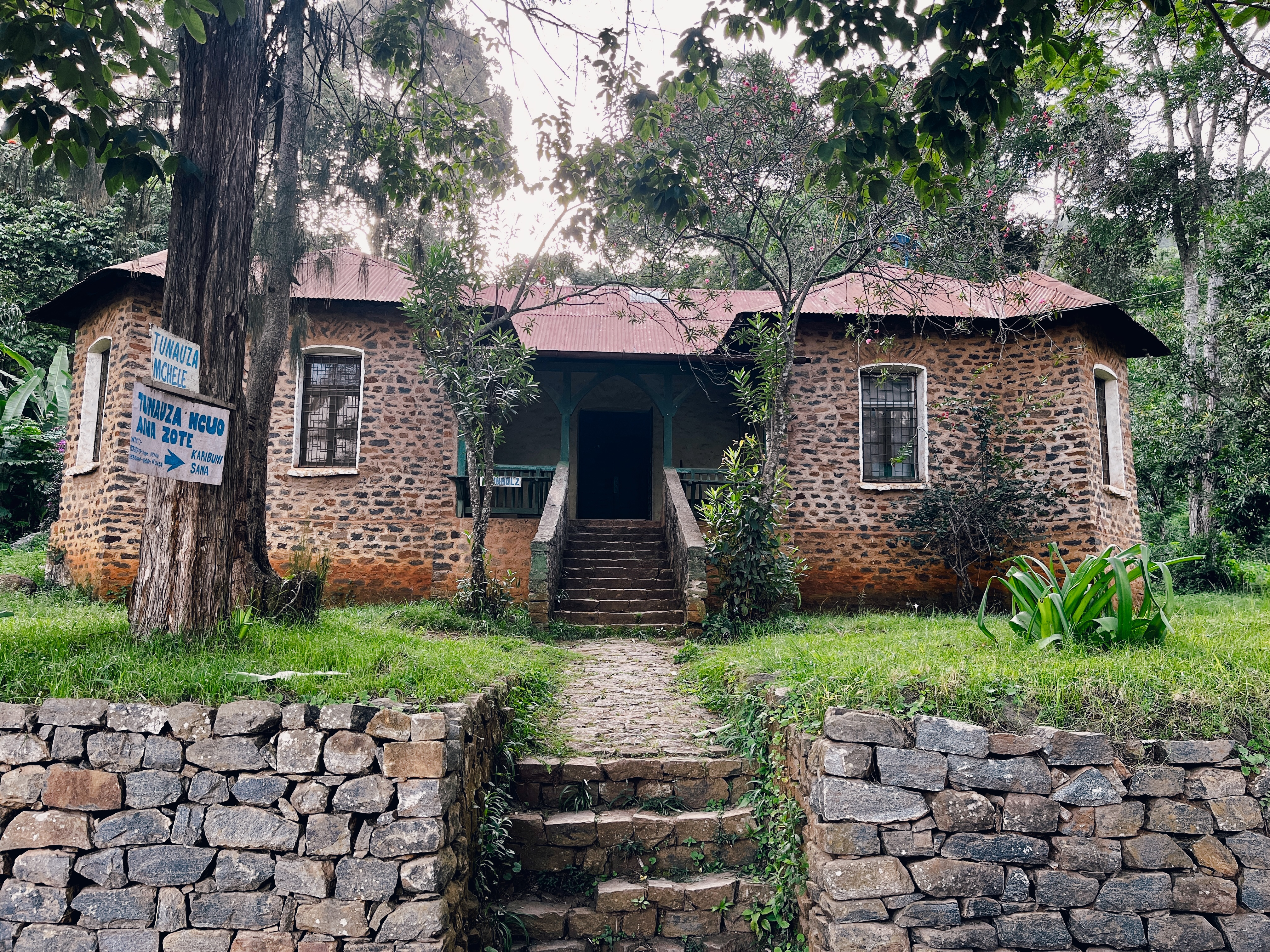
Missionshaus
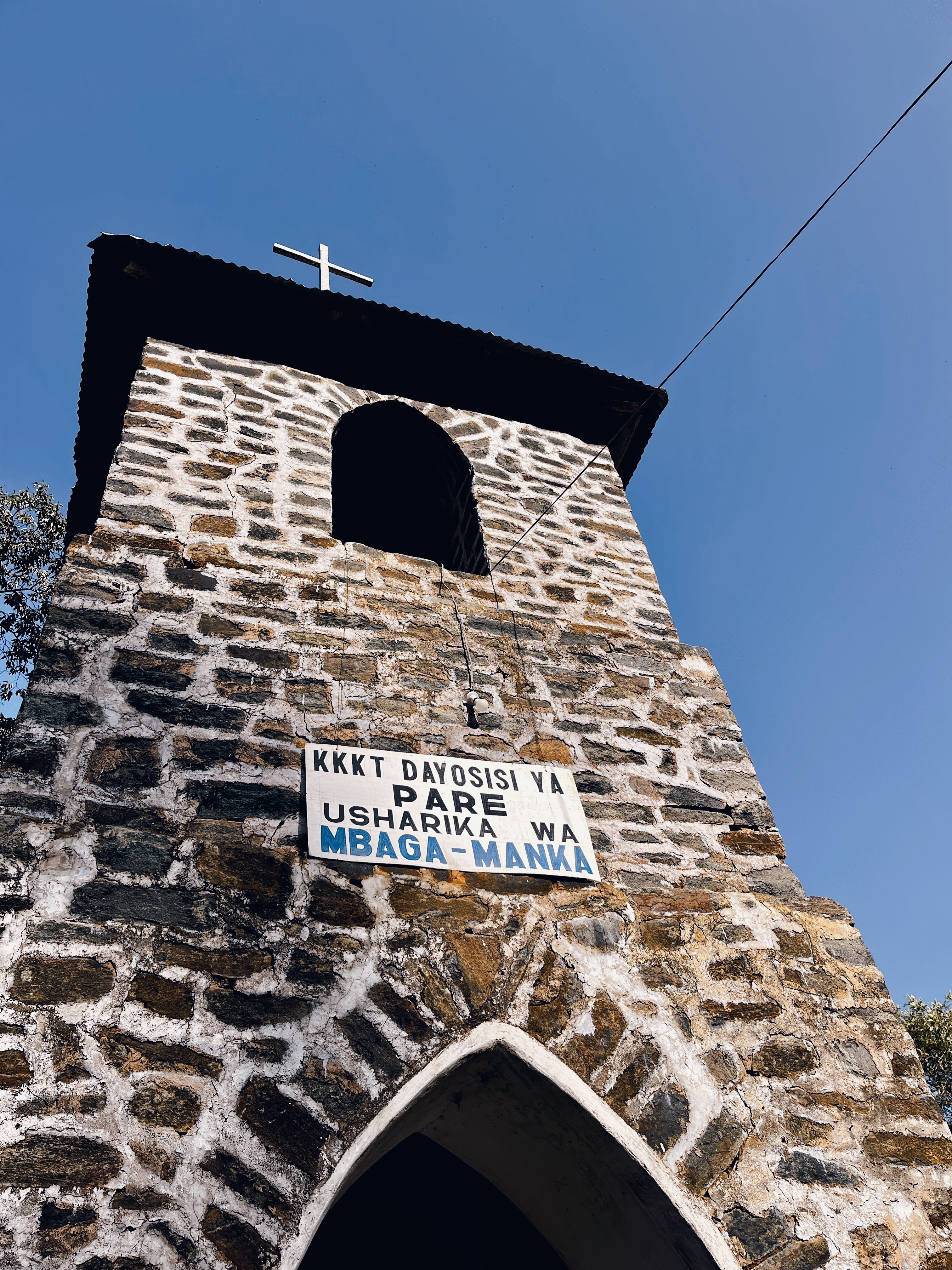
Evangelische Kirche
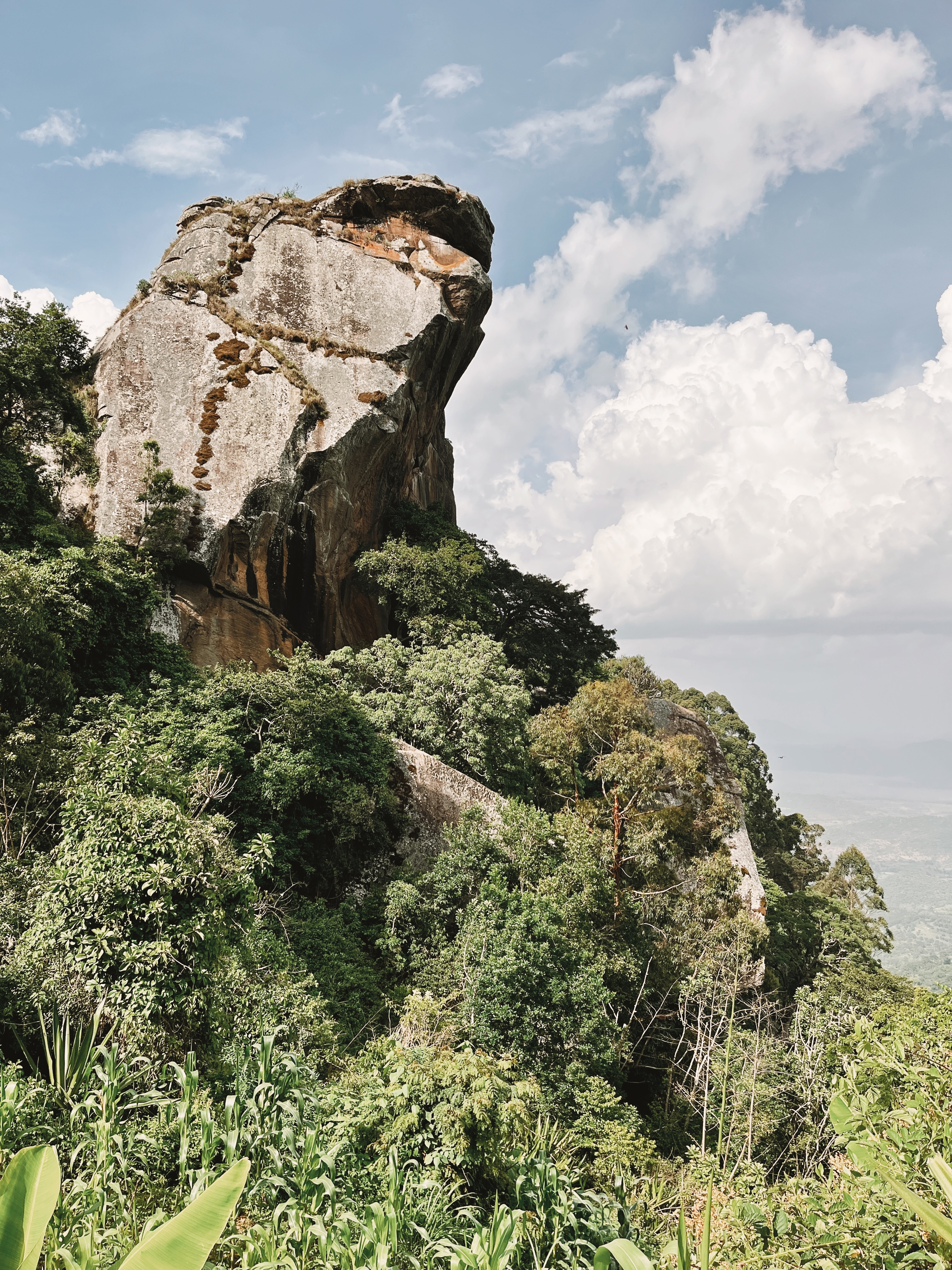
Malameni-Fels
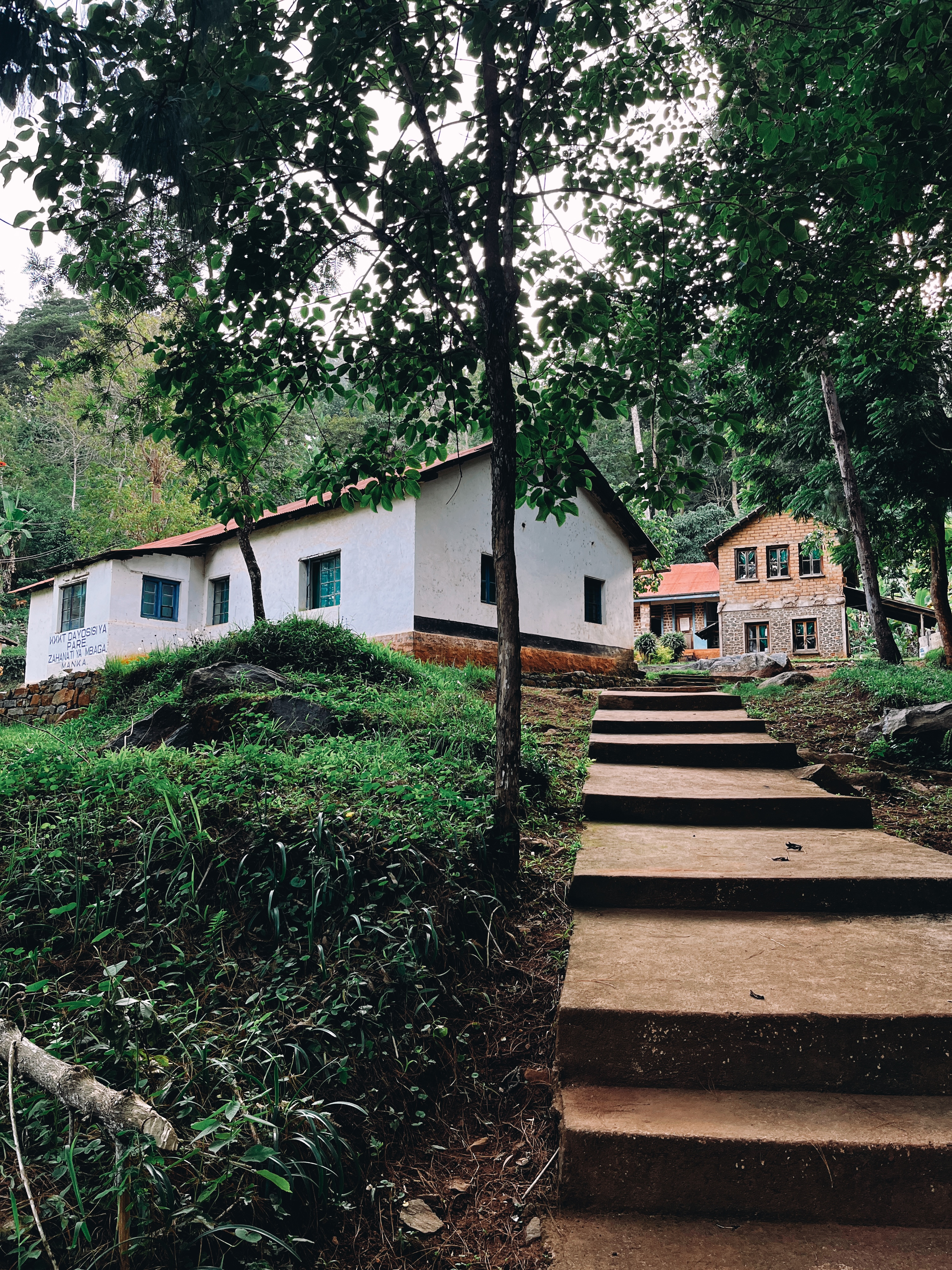
Apotheke in Manka
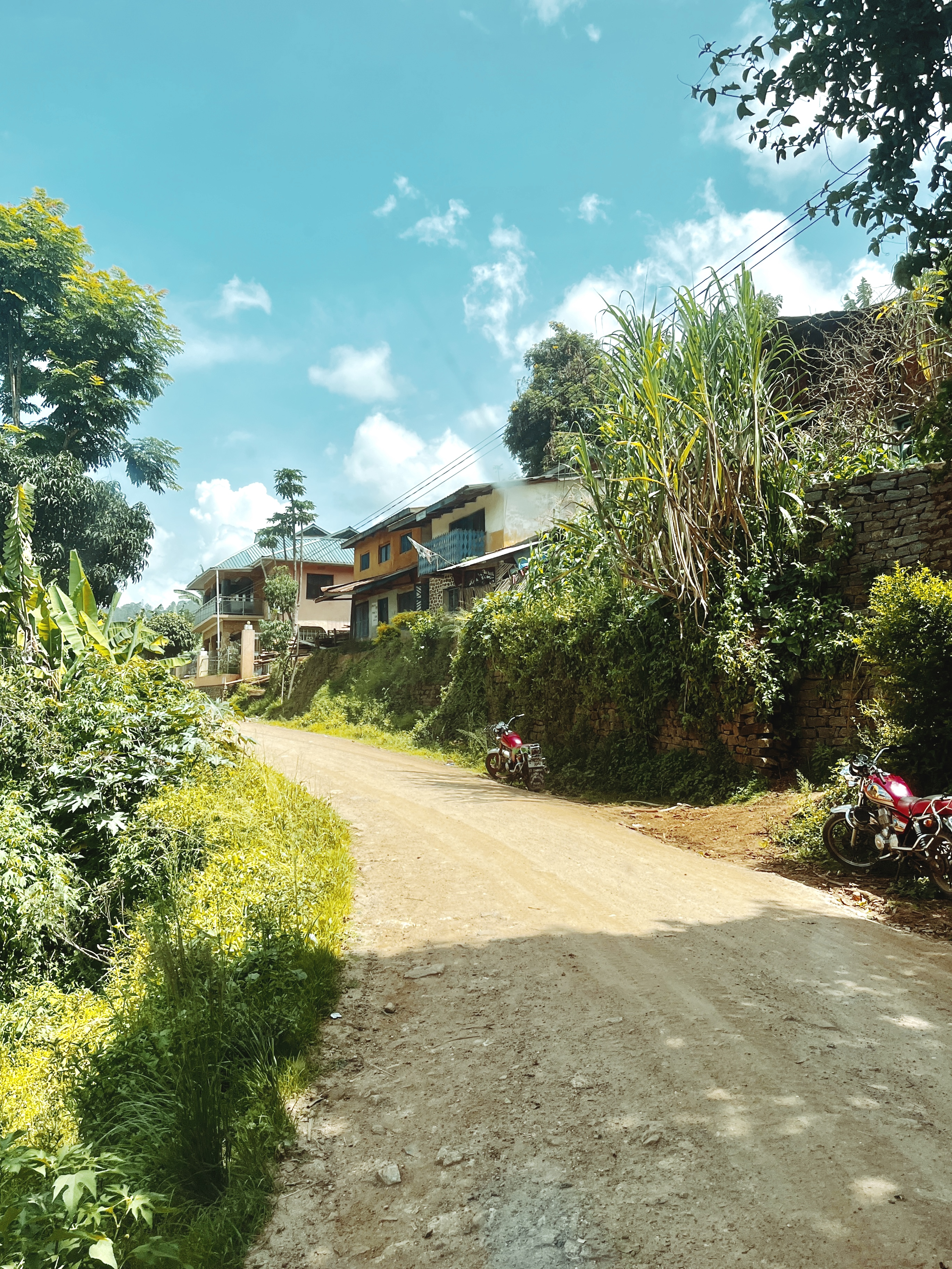
Dorfansicht von Manka